# Alain de Benoist
Alain de Benoist, född 11 december 1943 i Tours i Indre-et-Loire, är en fransk akademiker, filosof, författare, journalist och grundare av den etnonationalistiska tankesmedjan GRECE (Groupement de recherche et d'études pour la civilisation européenne, eller Sällskapet för forskning och studier av den europeiska civilisationen) samt förgrundsgestalt inom den franska Nya Högern.
Benoist läste juridik, statsvetenskap, filosofi och religionshistoria vid Sorbonne. Han har därefter varit redaktör för de två tidningarna Nouvelle École, Éléments och Krisis. Hans skrifter har även publicerats i flera andra tidningar, varav några av Frankrikes ledande, såsom Le Figaro och Le Monde.
Sammanlagt har Benoist också skrivit ett femtiotal böcker och över 3000 artiklar med brett ämnesomfång. I boken Vu de droite: Anthologie critique des idées contemporaines (Copernic, 1977) samlade han några av de bästa av dessa, och belönades av Franska akademin med priset Grand Prix de l'Essai efterföljande år.
Politiskt är Benoist influerad av Antonio Gramsci, Ernst Jünger, Helmut Schelsky, Carl Schmitt och Konrad Lorenz. Han har bland annat riktat kritik mot globaliseringen, liberalismen och invandring till Europa. Dessutom anses han vara en ledande tänkare inom etnopluralismen, en åskådning som menar att olika folkslag bör leva åtskiljda för att bevara världens etniska och kulturella mångfald.